# Donji Vukšinac
 Donji Vukšinac  falu Horvátországban Zágráb megyében. Közigazgatásilag Dubravához tartozik.

## Fekvése
Zágrábtól 50 km-re keletre, községközpontjától 6 km-re északkeletre, a megye keleti részén fekszik.

## Története
A falu 1880-ig, majd 1910-től 1931-ig Vukšinac része volt. 1931-től számít önálló településnek. 
Trianonig Belovár-Kőrös vármegye Križi járásához tartozott. 2001-ben 103 lakosa volt.

## Lakosság
| Lakosság változása | Lakosság változása | Lakosság változása | Lakosság változása | Lakosság változása | Lakosság változása | Lakosság változása | Lakosság változása | Lakosság változása | Lakosság változása | Lakosság változása | Lakosság változása | Lakosság változása | Lakosság változása | Lakosság változása |  |
| ------------------ | ------------------ | ------------------ | ------------------ | ------------------ | ------------------ | ------------------ | ------------------ | ------------------ | ------------------ | ------------------ | ------------------ | ------------------ | ------------------ | ------------------ |  |
| 1857               | 1869               | 1880               | 1890               | 1900               | 1910               | 1921               | 1931               | 1948               | 1953               | 1961               | 1971               | 1981               | 1991               | 2001               |  |
| 0                  | 0                  | 0                  | 158                | 139                | 0                  | 0                  | 0                  | 188                | 176                | 155                | 134                | 122                | 144                | 103                |  |

## Külső hivatkozások
Dubrava község hivatalos oldala